# 太田勝洪
太田 勝洪（おおた かつひろ、1935年4月28日 - 2004年3月27日）は、日本の歴史学者、国際政治学者。元法政大学教授。専門は中国史、国際政治学。

## 来歴
1935年に東京都で生まれる。東京都立大学附属高等学校を卒業後、東京大学文学部東洋史学科へ入学した。その後、同大学院国際関係論専門課程博士課程を修了する。1965年に国立国会図書館の調査及び立法考査局外務課へ勤め、現代中国に関する研究を行う。1973年に法政大学法学部政治学科助教授となり、1978年に教授に昇格する。1993～98年に中国研究所理事長として活動した。また、大連外語学院訪問教授、東京女子大学非常勤講師などを務めたほか、逝去時まで日本現代中国学会理事であった。国際政治学会、アジア政経学会会員でもあった。
2004年にガンで教授在職中に逝去したが、故人の遺志を汲んだ遺族により中国研究所に多額の基金が寄贈された。これにより「太田勝洪記念中国学術研究賞」（略称、太田賞）が2005年に創設された。同賞は、年一回『中国研究月報』『中国年鑑』（中国研究所）『現代中国』（日本現代中国学会）掲載論文の中から最も優れたものを選び顕彰するものである。

## 著書

### 報告書
- 『中国の市場経済化と国家の変容』法政大学、2001-03年（文部科学省科学研究費補助金研究成果報告書）

### 共編著
- 『中ソ対立とアジア諸国（上）』山本登編、日本国際問題研究所、1969年
- 『中国革命の展開と動態』野村浩一・小林弘二編、アジア経済研究所、1972年
- 『冷戦史資料選』法政大学現代法研究所、1982年
- 『中国共産党最新資料集（上巻）』勁草書房、1985年
- 『中国共産党最新資料集（下巻）』勁草書房、1986年
- 『言論は日本を動かす』内田健三ほか編、講談社、1986年
- 『原典中国現代史（第6巻）』朱建栄編、岩波書店、1995年

### 訳書
- 『ホー・チ・ミン』原大三郎編訳、東邦出版社、1972年
- 『外交路線を語る』毛沢東著、現代評論社、1974年